# Esteban Cáffaro
Esteban Cáffaro (Piamonte, Santa Fe, 11 de abril de 2003) es un basquetbolista argentino que juega en la posición de alero para el Independiente de Oliva de la Liga Nacional de Básquet de Argentina.

## Trayectoria
Formado en el club Trebolense, en julio de 2021 fue reclutado por el Flamengo. Con los brasileños no llegó a debutar en el NBB, pero si actuó en la Liga de Desenvolvimento de Basquete y en el Campeonato Estadual do Rio de Janeiro.
Regresó a su país en abril de 2023 para disputar el torneo oficial de la Asociación de Básquetbol del Oeste Santafesino con Trebolense. En agosto de ese año se incorporó a Independiente de Oliva, equipo que le dio la oportunidad de jugar en la Liga Nacional de Básquet. 

## Selección nacional
Disputó el Campeonato Sudamericano de Baloncesto Sub-15 de 2018 y el Campeonato FIBA Américas Sub-16 de 2019.

## Vida privada
Es hermano de Agustín Cáffaro y Francisco Cáffaro, ambos jugadores profesionales de básquetbol.